# Dél-Ausztrália közigazgatási egységei

Dél-Ausztrália fekvése Ausztrálián belül

Dél-Ausztrália ausztrál szövetségi állam közigazgatásilag 74 önkormányzattal rendelkező alapfokú közigazgatási területre (Local Government Areas, LGA) oszlik.
Az állam székhelye és egyben legnagyobb városa Adelaide. Ezeknek az alapfokú önkormányzatoknak („község”) a típusai itt: város, városi kerület, kistérség és egyenként általában nagy területre és számos településre terjednek ki.

## Közigazgatási egységek

### Adelaide város
- Adelaide

### Adelaide Hills kerület települései
- Aldgate
- Ashton
- Balhannah
- Basket Range
- Birdwood
- Bradbury
- Bridgewater
- Carey Gully
- Castambul
- Chain Of Ponds
- Charleston
- Cherryville
- Crafers West
- Crafers
- Cudlee Creek
- Dorset Vale
- Eagle On The Hill
- Forest Range
- Forreston
- Gumeracha
- Heathfield
- Houghton
- Inglewood
- Inverbrackie
- Ironbank
- Kenton Valley
- Kersbrook
- Lenswood
- Lobethal
- Longwood
- Lower Hermitage
- Marble Hill
- Montacute
- Mount Lofty
- Mount Torrens
- Mylor
- Norton Summit
- Oakbank
- Paracombe
- Piccadilly
- Scott Creek
- Stirling
- Summertown
- Upper Hermitage
- Upper Sturt
- Uraidla
- Verdun
- Woodforde
- Woodside

### Alexandria kistérség települései
- Ashbourne
- Clayton
- Currency Creek
- Goolwa Goolwa Beach
- Goolwa North
- Goolwa South
- Hayborough (split with City of Victor Harbor)
- Hindmarsh Island
- Langhorne Creek
- Middleton
- Milang
- Mount Compass
- Port Elliot
- Strathalbyn

A kistérség kisebb települései:
- Angas Plains
- Belvidere
- Blackfellows Creek
- Bletchley
- Bull Creek
- Dingabledinga
- Finniss
- Gemmells
- Hartley
- Highland Valley
- Hope Forest
- Kuitpo
- Kuitpo Colony
- Kyeema
- Lake Plains
- McHarg Creek
- Montarra
- Mosquito Hill
- Mount Magnificent
- Mount Observation
- Mundoo Island
- Nangkita
- Nurragi
- Pages Flat
- Paris Creek
- Point Sturt
- Prospect Hill
- Red Creek
- Salem
- Sandergrove
- The Range
- Tolderol
- Tooperang
- Willunga Hill
- Willyaroo
- Woodchester
- Yundi

### Anangu Pitjantjatjara Yankunytjatjara kistérség lakott települései
A nagyobb települések listája
- Indulkana (339)
- Pukatja (Ernabella) (332)
- Amata (319)
- Mimili (303)
- Umuwa - A kistérség adminisztratív központja.
- Amata
- Fregon
- Indulkana
- Irintata Homelands
- Kalka
- Kaltjiti Homelands
- Kanpi
- Mimili
- Mintabie
- Murputja
- Nyapari
- Pipalyatjara
- Pukatja
- Tjurma Homelands
- Turkey Bore
- Watarru
- Watinuma
- Yunyarinyi

### Barossa kerület települései
- Angaston
- Eden Valley
- Lyndoch
- Moculta
- Mount Pleasant
- Nuriootpa
- Penrice
- Springton
- Stockwell
- Tanunda
- Williamstown

### Barunga West kerület települései
- alford Bute
- Fishermans Bay
- Kulpara
- Melton
- Mundoora
- Port Broughton
- Tickera
- Wokurna

### Berri Barunga kistérség települései
- Barmera
- Berri
- Cobdogla
- Glossop
- Loveday
- Monash
- Overland Corner
- Winkie

### Campbelltown kerület települései
- Athelstone (5076)
- Campbelltown (5074)
- Hectorville (5073)
- Magill (5072)
- Newton (5074)
- Paradise (5075)
- Rostrevor (5073)
- Tranmere (5073)

### Ceduna kistérség
- Denial Bay
- Smoky Bay
- Thevenard

### Charles Sturt kerület települései
- Albert Park
- Allenby Gardens
- Athol Park
- Beverley
- Bowden
- Brompton
- Cheltenham
- Croydon
- Devon Park
- Findon
- Flinders Park
- Fulham Gardens
- Grange
- Hendon
- Henley Beach
- Henley Beach South
- Hindmarsh
- Kidman Park
- Kilkenny
- Ovingham
- Pennington
- Renown Park
- Ridleyton
- Rosewater
- Royal Park
- Seaton
- Semaphore Park
- Tennyson
- Welland
- West Beach
- West Croydon
- West Hindmarsh
- West Lakes
- West Lakes Shore
- Woodville
- Woodville North
- Woodville Park
- Woodville South
- Woodville West

### Clare and Gilbert Valleys kistérség települései
- Armagh
- Auburn
- Black Springs
- Clare
- Emu Flat
- Giles Corner
- Gillentown
- Hill River
- Hilltown
- Leasingham
- Manoora
- Marrabel
- Mintaro
- Navan
- Penwortham
- Polish Hill River
- Rhynie
- Riverton
- Saddleworth
- Sevenhill
- Spring Farm
- Spring Gully
- Stanley
- Stanley Flat
- Stockport
- Tarlee
- Undalya
- Waterloo
- Watervale
- White Hut
- Woolshed Flat

### Cleve kerület települései
- Arno Bay
- Cleve
- Darke Peak

### Coober Pedy város
- Coober Pedy

### Copper Coast kerület települései
- Boors Plain
- Cunliffe
- Kadina terület: Jericho, Jerusalem, Matta Flat, Newtown, Wallaroo Mines
- Moonta terület: Cross Roads, East Moonta, Hamley, Kooroona, Moonta Bay, Moonta Mines, North Moonta, North Yelta, Parramatta, Port Hughes, Yelta
- Paskeville
- Thrington
- Tickera
- Wallaroo: North Beach
- Wallaroo Plain
- Warburto
- Willamulka

### Coorong kistérség települései
- Albert Hill
- Ashville
- Bedford
- Buccleuch
- Bunbury
- Campbell Park
- Carcuma
- Colebatch
- Cooke Plains
- Coomandook
- Coombe
- Coonalpyn
- Coorong
- Culburra
- Elwomple
- Field
- Grasslands
- Jabuk
- Jack's Point
- Ki-Ki
- Malinong
- Marmon Jabuk
- McGrath Flat
- Meningie
- Meningie West
- Meningie East
- Messent
- Moorlands
- Narrung
- Naturi
- Netherton
- Ngarkat
- Parnka Point
- Peake
- Policemans Point
- Poltalloch
- Raukkan
- Rupari
- Salt Creek
- Sherlock
- Stony Well
- Tailem Bend
- Tintinara
- Waltowa
- Wellington East
- Woods Well
- Yalkuri
- Yumali

### Elliston kistérség települései
- Elliston
- Lock
- Port Kenny
- Venus Bay

### Flinders Ranges kerület települései
- Hawker
- Quorn

### Franklin Harbour kistérség települései
- Carpa
- Charleston
- Coolanie
- Cowell
- Elbow Hill
- Franklin Harbour
- Glynn
- Hawker
- Heggaton
- James
- Lucky Bay
- Mangalo
- McGregor
- Midurnie
- Miltalie
- Miltalie North
- Minbrie
- Mitchellville
- Mount Millar
- Playford
- Point Gibbon
- Pondooma
- Utera
- Warren
- Wilton
- Yabmana

### Gawler kerület külvárosai
- Gibaringa (5118)
- Evanston (5116)
- Evanston Gardens (5116)
- Evanston Park (5116)
- Evanston South (5116)
- Gawler (5118)
- Gawler East (5118)
- Gawler South (5118)
- Gawler West (5118)
- Hillier (5116)
- Kudla (5115) and
- Willaston

### Goyder kistérség települései
- Aberdeen
- Apoinga

Australia Plain
- Baldina
- Baldry
- Booborowie
- Bower
- Brady Creek
- Braemar (Station)
- Bright
- Brownlow
- Buchanan
- Bundey
- Burra
- Burra Eastern Districts
- Burra North
- Canowie
- Canowie Belt
- Collinsville
- Copperhouse
- Deep Creek
- Dutton
- Emu Downs (Hill)
- Eudunda
- Farrell Flat
- Franklyn
- Frankton
- Geranium Plains
- Gum Creek
- Hallelujah Hills
- Hallet
- Hampden
- Hansborough
- Hanson
- Julia
- Ketchowla
- Koonoona
- Kooringa
- Leighton
- Mallet (Reservoir)
- Mongolata
- Mount Bryan
- Neales
- Neath Vale
- Ngapala
- North Booborwie
- Pandappa
- Peep Hill
- Point Pass
- Porter Lagoon
- Robertstown
- Rocky Plain
- Steinfeld
- Sutherlands
- Terowie
- Thistle Beds
- Tracy
- Ulooloo
- Whyte-Yarcowie
- Willalo
- Worlds End
- Worlds End Creek
- Yarcowie
- Yongala Vale

### Grant kistérség települései
- Allendale East
- Blackfellows Caves
- Burrungule

Canunda
- Cape Douglas
- Caroline
- Carpenter Rock
- Caveton
- Compton
- Dismal Swamp
- Donovans
- Eight Mile Creek
- German Creek
- Glenburnie
- Kongrong
- Mil-Lel
- Mingbool
- Moorak
- Mount Schank
- Nene Valley
- O B Flat
- Pelican Point
- Pleasant Park
- Port MacDonnell
- Racecourse Bay
- Square Mile
- Suttontown
- Tantanoola
- Tarpeena
- Wandilo
- Wepar
- Worrolong
- Wye
- Yahl
- Mount gambier
- Port Macdonald

### Holdfast Bay kerület települései
- Brighton (5048)
- Glenelg (5045)
- Glenelg East (5045)
- Glenelg North (5045)
- Glenelg South (5045)
- Hove (5048)
- Kingston Park (5049)
- North Brighton (5048)
- Seacliff (5049)
- Seacliff Park (5049)
- Somerton Park (5044)
- South Brighton (5048)

### Karoonda East Murray kistérség települései
- Galga
- Borrika
- Halidon
- Karoonda
- Kalyan
- Lowaldie
- Marama
- Mercunda
- Mindarie
- Mantung
- Perponda
- Sandalwood
- Wanbi
- Wynarka

### Kimba kerület települései
- Barna
- Buckleboo
- Carule
- Cootra
- Coorobinnie
- Cortlinye
- Cunyarie
- Kelly
- Kimba
- Moseley
- Panitya
- Peela
- Pinkawillinie
- Solomon
- Wilcherry
- Yalanda

### Kingston kerület települései
- Blackford
- Bowaka
- Cape Jaffa
- Keilira
- Kingston SE
- Marcollat
- Mount Benson
- Port Caroline
- Reedy Creek
- Rosetown
- Taratap
- Tilley Swamp
- Wangolina

### Lower-Eyre Peninsula kerület települései
- Coffin Bay
- Cummins
- Big Swamp
- Boston
- Brimpton Lake
- Charlton Gully
- Coomunga
- Coulta
- Edillie
- Farm beach
- Flinders
- Green Patch
- Kapinnie
- Karkoo
- Kiana
- Lake Wangary
- Lincoln
- Little Swamp
- Louth
- Louth Bay
- Mitchell
- Mortlock
- Mount Drummond
- Mount Dutton Bay
- Mount Hope
- North Shields
- Poonindie
- Proper Bay
- Shannon
- Sleaford
- Sleaford Bay
- Stamford
- Tod River
- Tulka
- Uley
- Ulipa
- Wangary
- Wanilla
- Warrow
- White Flat
- Yeelanna

### Loxton Waikerie kistérség települései
- Alawoona
- Bakara
- Bayah
- Bookpurnong
- Boolgun
- Browns Well
- Bugle Hut
- Caliph
- Cobera
- Devlin Pound
- Golden Heights
- Hartwig Corner
- Holder
- Kanni
- Kingston-on-Murray
- Lock No 2
- Lowbank
- Loxton
- Loxton North
- Maggea
- Maize Island
- Malpas
- Markeri
- Meribah
- Moorook
- Mootatunga
- Murbko
- Myrla
- Nadda
- Naidia
- Nangari
- Netherleigh
- New Residence
- New Well
- Noora
- Notts Well
- Oxford Landing
- Paisley
- Pata
- Peebinga
- Poogincok
- Pyap
- Qualco
- Ramco
- Ramco Heights
- Sunlands
- Taldra
- Taplan
- Taylorville
- Tookayerta
- Tuscan
- Veitch
- Waikerie
- Wappilka
- Woolpunda
- Wunkar
- Yinkanie

### Mallala kerület települései
- Barabba
- Dublin
- Mallala
- Port Gawler
- Port Parham
- Redbanks
- Two Wells
- Wilde Horse Plains

### Maralinga Tjarutja térség
Maralinga Tjarutja térség (Dél-Ausztrália) térség érdekessége, hogy 102 863,6 négyzetkilométeres területén mindössze 105 fő lakik.

### Marion kerület külvárosai
- Ascot Park
- Clovelly Park
- Darlington
- Dover Gardens
- Edwardstown
- Glandore
- Glengowrie
- Hallett Cove
- Marino
- Marion
- Mitchell Park
- Morphettville
- O'Halloran Hill
- Oaklands Park
- Park Holme
- Plympton Park
- Seacombe Gardens
- Seacombe Heights
- Seaview Downs
- Sheidow Park
- South Plympton
- Sturt
- Trott Park
- Warradale

### Mid Murray kerület települései
- Blanchetown
- Mannum
- Morgan
- Palmer
- Swan Reach
- Truro
- Tungkillo

### Mitcham kistérség települései
- Bedford Park - 5042
- Belair - 5052
- Bellevue Heights - 5050
- Blackwood – 5051
- Brown Hill Creek – 5062
- Clapham - 5062
- Clarence Gardens - 5039
- Colonel Light Gardens - 5041
- Coromandel Valley - 5051
- Craigburn Farm - 5051
- Cumberland Park - 5041
- Daw Park - 5041
- Eden Hills - 5050
- Glenalta - 5052
- Hawthorn - 5062
- Hawthorndene - 5051
- Kingswood - 5062
- Leawood Gardens - 5150
- Lower Mitcham - 5062
- Lynton - 5062
- Melrose Park - 5039
- Mitcham - 5062
- Netherby - 5062
- Panorama - 5041
- Pasadena - 5042
- Springfield - 5062
- St. Marys - 5042
- Torrens Park - 5062
- Upper Sturt - 5156
- Urrbrae - 5064
- Westbourne Park

### Mount Barker kistérség települései
- Aldgate
- Ashton
- Balhannah
- Basket Range
- Birdwood
- Bradbury
- Bridgewater
- Carey Gully
- Castambul
- Chain Of Ponds
- Charleston
- Cherryville
- Crafers West
- Crafers
- Cudlee Creek
- Dorset Vale
- Eagle On The Hill
- Forest Range
- Forreston
- Gumeracha
- Heathfield
- Houghton
- Inglewood
- Inverbrackie
- Ironbank
- Kenton Valley
- Kersbrook
- Lenswood
- Lobethal
- Longwood
- Lower Hermitage
- Marble Hill
- Montacute
- Mount Lofty
- Mount Torrens
- Mylor
- Norton Summit
- Oakbank
- Paracombe
- Piccadilly
- Scott Creek
- Stirling
- Summertown
- Upper Hermitage
- Upper Sturt
- Uraidla
- Verdun
- Woodforde
- Woodside

### Mount Remarkable kistérség települései
- Appila
- Bangor
- Baroota
- Booleroo Centre
- Booleroo Whim
- Bruce
- Charlton
- Hammond
- Mambray Creek
- Melrose
- Mockra
- Murraytown
- Nectar Brook
- Port Flinders
- Port Germain
- Telowie
- Terka
- Wilowie
- Wilmington
- Winninowie
- Wirrabara
- Wongyarra
- Yandiah

### Murray Bridge kerület települései
- Callington
- Jervois
- Mypolonga
- Wellington

### Naracoorte Lucindale kistérség települései
- Avenue Range,
- Binnum,
- Biscuit Flat,
- Bool Lagoon,
- Callendale,
- Coles,
- Conmurra,
- Conmurra South,
- Fox,
- Frances,
- Hynam,
- Jessie,
- Joanna,
- Joyce,
- Keppoch,
- Koppamurra,
- Kybybolite,
- Lochaber,
- Lucindale,
- Naracoorte,
- Robertson,
- Spence,
- Stewarts Range,
- Struan,
- Townsend,
- Woolumbool *Wrattonbully

### Norwood Payneham & St Peters
- College Park
- Evandale
- Felixstow
- Firle
- Glynde
- Hackney
- Heathpool
- Joslin
- Kensington
- Kent Town
- Marden
- Marryatville
- Maylands
- Norwood
- Payneham
- Payneham South
- Royston Park
- St Morris
- St Peters
- Stepney
- Trinity Gardens

### North Areas kerület települései
- Andrews
- Belalie East
- Belalie North
- Bundaleer
- Caltowie
- Georgetown
- Gladstone
- Gulnare
- Hornsdale
- Huddleston
- Jamestown
- Laura
- Mannanarie
- Narridy
- Spalding
- Stone Hut
- Tarcowie
- Washpool
- Yacka

### Onkaparinga kerület települései
- Aberfoyle Park (5159)
- Aldinga (5173)
- Aldinga Beach (5173)
- Blewitt Springs (5171)
- Chandlers Hill (5159)
- Cherry Gardens (5157)
- Christie Downs (5164)
- Christies Beach (5165)
- Clarendon (5157)
- Coromandel East (5157)
- Coromandel Valley (5051)
- Darlington (5047)
- Dorset Vale (5157)
- Flagstaff Hill (5159)
- Hackham (5163)
- Hackham West (5163)
- Happy Valley (5159)
- Huntfield Heights (5163)
- Ironbank (5153)
- Kangarilla (5157)
- Lonsdale (5160)
- Maslin Beach (5170)
- McLaren Flat (5171)
- McLaren Vale (5171)
- Moana (5169)
- Morphett Vale (5162)
- Noarlunga Centre (5168)
- Noarlunga Downs (5168)
- O'Halloran Hill (5158)
- O'Sullivan Beach (5166)
- Old Noarlunga (5168)
- Old Reynella (5161)
- Onkaparinga Hills (5163)
- Port Noarlunga (5167)
- Port Noarlunga South (5167)
- Port Willunga (5173)
- Reynella (5161)
- Reynella East (5161)
- Seaford (5169)
- Seaford Heights (5169)
- Seaford Meadows (5169)
- Seaford Rise (5169)
- Sellicks Beach (5174)
- Sellicks Hill (5174)
- Tatachilla (5171)
- The Range (5172)
- Whites Valley (5172)
- Willunga (5172)
- Willunga South (5172)
- Woodcroft (5162)

### Orroroo Carrieton kerület települései
- Belton
- Bendelby
- Black Rock
- Carrieton
- Erskine
- Eurelia
- Johnburg
- Morchard
- Oladdie
- Orroroo East
- Pamatta
- Pekina
- Uroonda
- Walloway
- Wepowie
- West Erskine
- Yalpara
- Yanyarrie
- Yatina

### Outback Areas régió
A települések után az adott hely lakosságának száma található zárójelben.
- Central North West Region Andamooka (528)
- Glendambo (77)
- Kingoonya
- Pimba (50)
- Tarcoola (38)
- Woomera (295)

East and North East Region Cockburn terület (90)
- Eastern Districts
- Mannahill (66)
- North East CFS Group
- Olary
- Yunta (104)

- Far North Innamincka terület és város (131)
  - Marla (72)
  - Marree (70)
  - Oodnadatta (277)
  - Seven Waterholes
  - William Creek

- Flinders Ranges Beltana terület és város (83)
  - Blinman (151)
  - Copley (104)
  - Leigh Creek (548)
  - Lyndhurst
  - Parachilna

- Gawler Ranges and Far West Ash terület
  - Bookabie
  - Border Village
  - Coorabie
  - Fowlers Bay (125)
  - Gawler Ranges
  - Iron Knob (199)
  - Penong (215)

### Playford kerület külvárosai
- Andrews Farm (5114)
- Angle Vale (5117)
- Bibaringa (5118)
- Blakeview (5114)
- Buckland Park (5120)
- Craigmore (5114)
- Davoren Park (5113)
- Edinburgh (5111)
- Edinburgh North (5113)
- Elizabeth (5112)
- Elizabeth Downs (5113)
- Elizabeth East (5112)
- Elizabeth Grove (5112)
- Elizabeth North (5113)
- Elizabeth Park (5113)
- Elizabeth South (5112)
- Elizabeth Vale (5112)
- Evanston Park (5116)
- Gould Creek (5114)
- Hillbank (5112)
- Humbug Scrub (5114)
- MacDonald Park (5121)
- Munno Para (5115)
- Munno Para West (5115)
- Munno Para Downs (5115)
- One Tree Hill (5114)
- Penfield (5121)
- Penfield Gardens (5121)
- Sampson Flat (5114)
- Smithfield (5114)
- Smithfield Plains (5114)
- Uleybury (5114)
- Virginia (5120)
- Waterloo Corner (5110)
- Yattalunga (5114)

### Port Adelaide Enfield kerület települései
- Alberton (5014)
- Angle Park (5010)
- Birkenhead (5015)
- Blair Athol (5084)
- Broadview (5083)
- Clearview (5085)
- Croydon Park (5008)
- Devon Park (5008)
- Dernancourt (5075)
- Dry Creek (5094)
- Dudley Park (5008)
- Enfield (5085)
- Ethelton (5015)
- Exeter (5019)
- Ferryden Park (5010)
- Findon (5023)
- Gepps Cross (5094)
- Gilles Plains (5086)
- Gillman (5013)
- Glanville (5015)
- Greenacres (5086)
- Hampstead Gardens (5086)
- Hillcrest (5086)
- Holden Hill (5088)
- Kilburn (5084)
- Klemzig (5087)
- Largs Bay (5016)
- Largs North (5016)
- Manningham (5086)
- Mansfield Park (5012)
- North Haven (5018)
- Northfield (5085)
- Northgate (5085)
- Oakden (5086)
- Osborne (5017)
- Ottoway (5013)
- Outer Harbor (5018)
- Peterhead (5016)
- Port Adelaide (5015)
- Queenstown (5014)
- Regency Park (5010)
- Rosewater (5013)
- Sefton Park (5083)
- Semaphore (5019)
- Semaphore South (5019)
- Taperoo (5017)
- Valley View (5093)
- Walkley Heights (5098)
- Windsor Gardens (5087)
- Wingfield (5013)
- Woodville Gardens

### Port Augusta kerület települései
- Miranda
- Port Augusta
- Stirling North

### Port Lincoln kerület települései
- Boston Bay
- Happy Valley
- Kirton Point
- Lincoln Cove
- Lincoln Gardens
- Porter Bay
- Rustlers Gully

### Port Pirie kistérség települései
- Crystal Brook
- Koolunga
- Napperby
- Nelshaby
- Port Pirie
- Redhill

### Prospect kerület külvárosai
- Broadview (5083)
- Collinswood (5081)
- Fitzroy (5082)
- Medindie Gardens (5081)
- Nailsworth (5083)
- Prospect (5082)
- Ovingham (5082)
- Sefton Park (5083)
- Thorngate

### Renmark paringa kistérség települései
- Renmark
- Paringa
- Calperum
- Chaffey
- Cooltong
- Gurra Gurra
- Lock No. 5
- Lock No. 6
- Lyrup
- Murtho
- Paringa
- Pike River
- Renmark
- Renmark South
- Renmark West
- Wonuarra

### Robe kerület települései
- Boatswains Point
- Bray
- Comung
- Greenways
- Konetta
- Lake Eliza
- Mount Benson
- Noolook Forest
- Nora Creina
- Robe
- Woodleigh

### Salisbury kerület települései
- Bolivar (5110)
- Brahma Lodge (5109)
- Burton (5110)
- Cavan (5094)
- Direk (5110)
- Dry Creek (5094)
- Edinburgh (5111)
- Elizabeth Vale (5112)
- Globe Derby Park (5110)
- Green Fields (5107)
- Gulfview Heights (5096)
- Ingle Farm (5098)
- Mawson Lakes (5095)
- Para Hills (5096)
- Para Hills West (5096)
- Para Vista(5093)
- Parafield (5106)
- Parafield Gardens (5107)
- Paralowie (5108)
- Pooraka (5095)
- Salisbury (5108)
- Salisbury Downs (5108)
- Salisbury East (5109)
- Salisbury Heights (5109)
- Salisbury North (5108)
- Salisbury Park (5109)
- Salisbury Plain (5109)
- Salisbury South (5106)
- St Kilda (5110)
- Valley View (5093)
- Walkley Heights (5098)
- Waterloo Corner (5110)

### Southern Mallee kistérség települései
- Geranium
- Gurrai
- Karte
- Kulkami
- Lameroo
- Parilla
- Parrakie
- Pinnaroo
- Wilkawatt

### Streaky Bay kistérség települései
- Baird Bay
- Haslam
- Perlubii Landing
- Poochers
- Sceale Bay
- Wirrulla

### Taitara kistérség települései
- Bordertown
- Keith
- Mundulla
- Padthaway
- Wolseley
- Banealla
- Bangham
- Brecon
- Brimbago
- Buckingham
- Cangara
- Cannawigara
- Carew
- Custon
- Geegeela
- Jack's Camp
- Keith
- Kongal
- Lowan Vale
- Makin
- Moonkoora
- Mount Rescue
- Nalang
- Pooginagoric
- Sherwood
- Swedes Flat
- Wampoony
- Western Flat
- Willalooka
- Wirrega.

### Victor Harbor kistérség települései
- Back Valley
- Encounter Bay
- Hayborough (split with District Council of Alexandrina)
- Hindmarsh Tiers
- Hindmarsh Valley
- Inman Valley
- Lower Inman Valley
- Mount Jagged
- McCracken
- Victor Harbor
- Waitpinga

### Wattle Range kistérség települései
- Beachport
- Benara
- Benara Flat
- Canunda
- Comaum
- Coonawarra
- Furner
- Glencoe
- Glencoe West
- Glenroy
- Grey
- Hatherleigh
- Kalangadoo
- Katnook
- Killanoola
- Kirip
- Koorine
- Krongart
- Leggs Lane
- Maaoupe
- Millicent
- Mount Burr
- Mount Graham
- Mount McIntyre
- Nangula
- Nangwarry
- Penola
- Pompoon
- Rendlesham
- Rivoli Bay
- Rocky Camp
- Sebastapol
- Short
- Snuggery
- Southend
- St Clair
- Tantanoola
- Thornlea
- Wattle Range
- Wyrie

### Yankalilla kistérség települései
- Cape Jervis
- Myponga
- Normanville
- Rapid Bay
- Yankalilla
- Bald Hills
- Bullaparinga
- Carrickalinga
- Deep Creek
- Delamere
- Hay Flat
- Inman Valley
- Myponga Beach
- Pages Flat
- Parawa
- Randalsea
- Second Valley
- Sellicks Hill
- Silverton
- Talisker
- Torrens Vale
- Tunkalilla
- Wattle Flat
- Willow Creek
- Wirrina Cove

### Tea Tree Gully kistérség települései
- Banksia Park (5091)
- Bernancourt (5075)
- Fairview Park (5126)
- Gilles Plains (5086)
- Golden Grove (5125)
- Gould Creek (5114)
- Greenwith (5125)
- Gulfview Heights (5096)
- Highbury (5089)
- Holden Hill (5088)
- Hope Valley (5090)
- Moughton (5131)
- Modbury (5092)
- Modbury Heights (5092)
- Modbury North (5092)
- Para Hills (5096)
- Redwood Park (5097)
- Ridgehaven (5097)
- St Agnes (5097)
- Salisbury East (5109)
- Salisbury Heights (5109)
- Surrey Downs (5126)
- Tea Tree Gully (5091)
- Upper Hermitage (5131)
- Valley View (5093)
- Vista (5091)
- Wynn Vale (5127)
- Watala Vale (5126)

### Tumby Bay kerület települései
- Lipson
- Port Neil
- Ungarra

### Unley kerület települései
- Black Forest (5035)
- Clarence Park (5034)
- Everard Park (5035)
- Forestville (5035)
- Fullarton (5063)
- Goodwood (5034)
- Highgate (5063)
- Hyde Park (5061)
- Kings Park (5034)
- Malvern (5061)
- Millswood (5034)
- Myrtle Bank (5064)
- Parkside (5063)
- Unley (5061)
- Unley Park (5061)
- Wayville

### Wakefield kistérség települései
- Alma
- Avon
- Balaklava
- Barabba Hill
- Barunga
- Barunga Gap
- Beaufort
- Blyth
- Boucaut
- Bowillia
- Bowmans
- Brinkworth
- Bumbunga
- Burnsfield
- Cameron
- Condowie
- Condowie Plains
- Corcondo
- Dalkey
- Erith
- Everard
- Everard Central
- Goyder
- Halbury
- Hamley Bridge
- Hart
- Hope Gap
- Hoskins Corner
- Hoyleton
- Inkerman
- Kallora
- Kybunga
- Lakeview
- Lochiel
- Lorne
- Maro Creek
- Marola
- Mount Templeton
- Mundoora
- Nantawarra
- Owen
- Pinery
- Port Wakefield
- Proof Range
- Rochester
- Saints
- Salter Springs
- Snowtown
- Stockyard Creek
- Stow
- Watchman
- Whitwarta
- Wokurna

### Walkerville kerület települései
- Gilberton (5081)
- Medindie (5081)
- Vale Park (5081)
- Walkerville (5081)

### West Torrens kerület települései
- Adelaide Airport
- Ashford
- Brooklyn Park
- Camden Park
- Cowandilla
- Fulham
- Glandore
- Glenelg North
- Hilton
- Keswick
- Keswick Terminal
- Kurralta Park
- Lockleys
- Marleston
- Mile End
- Mile End South
- Netley
- North Plympton
- Novar Gardens
- Plympton
- Richmond
- Thebarton
- Torrensville
- Underdale
- West Beach
- West Richmond

### Whyalla kerület települései
- Backy Bay
- Cowleds Landing
- Douglas Point
- False Bay
- Mullaquana
- Murninie Beach
- Nonowie
- Point Lowly
- Tregalana
- Whyalla
- Whyalla Jenkins
- Whyalla Norrie
- Whyalla Playford
- Whyalla Stuart

### Wudinna kistérség települései
- Warramboo
- Kyancutta
- Wudinna
- Yaninee
- Minnipa

### Yorke Peninsula kerület települései
- Agery
- Ardrossan
- Arthurton
- Balgowan
- Black Point
- Bluff Beach
- Brentwood
- Chinaman Wells
- Clinton Centre
- Cockle Beach
- Coobowie
- Corny Point
- Couch's Beach
- Curramulka
- Dowlingville
- Dunn Point
- Edithburgh
- Foul Bay
- Hardwicke Bay
- Honiton
- Inneston
- James Well
- Kainton (Corner)
- Kleins Point
- Koolywurtie
- Maitland
- Marion Bay
- Minlaton
- Mount Rat
- Muloowurtie
- Oaklands
- Parara
- Parsons Beach
- Pearce Point
- Petersville
- Pine Point
- Point
- Pondalowie Bay
- Port Arthur
- Port Clinton
- Port Giles
- Port Julia
- Port Minlacowie
- Port Moorowie
- Port Rickaby
- Port Victoria
- Port Vincent
- Price Rogues
- Sandilands
- Sheoak Flat
- South Kilkerran
- Souttar Point
- Stansbury
- Stenhouse Bay
- Sultana Point
- Sunbury
- The Dipper
- The Pines
- Tiddy
- Tiparra
- Troubridge Point
- Turton
- Urania
- Warooka
- Wauraltee
- Weavers
- Weetulta
- Widdy Beach
- Winulta
- Wool Bay
- Yorke Valley
- Yorketown